# Ашаги Моллу
Ашаги Моллу (азерб. Aşağı Mollu) — село в Кубатлинському районі Азербайджану.
9 листопада 2020 року в ході Другої Карабаської війни було визволене Збройними силами Азербайджану.

## Опис
1993 року село було окупуване Збройними силами Вірменії. Село розташовано за 21 км на південний схід від районного центру Кубадли, на правому березі річки Акарі. Село було побудовано в XVI—XVII століттях жителями села Моллу у Південному Азербайджані.
Слово «моллу» турецькою означає «земляна дамба» або «пісковик», а також має багато інших значень.